# Deirdre Hyde
Deirde Hyde (1953, Somerset Inglaterra) es una pintora inglesa. Inicio sus estudios en Sherborne en 1963 graduándose con honores como Bachiller en Artes en 1970. En 1975 ella se obtiene el grado de Licenciada en Bellas Artes de la Universidad de Reading y en 1977 se certifica en educación en el Reino Unido.

## Vida y trabajo de la artista
Deirdre Hyde ha estado trabajando de manera continua durante los últimos treinta y cinco años creando obras de arte que son parte de importantes colecciones a nivel internacional.  Su trabajo más reciente ha sido la creación de un mural de ciento treinta metros de largo para el Biomuseo Frank Gehry en Panamá. Su obra ha sido incluida en colecciones tales como la del Duque de Edimburgo, El Instituto Smithsoniano, National Geographic Society, y Canning House al igual que en colecciones públicas y privadas del mundo. 
Hyde recibió instrucción como artista plástica en la Universidad de Reading en los años 70, entre sus maestros contamos a Terry Frost, Jhon Hoyland, Martin Froy y David Hockney. Sus principales influencias fueron los pintores figurativos, en ese entonces fuera de moda, Ray Atkins, Frank Auerbach y Jhon Wonnacott.  
En sus veinte se inspiró en la tradición de aventura de Maria Sibylla Merian, Emilio Spann, Frederick Catherwood, Margaret Mee y Marianne North. Gracias a esto, ella ha dedicado sus talentos a establecer una crónica de las amenazas en contra de la naturaleza en América Central.
Su trabajo en este tema ha sido reproducido en museos y publicaciones en Europa y las Américas desde Noruega hasta Brasil.
Mientras mucha de su considerable energía la invirtió en la producción de una impresionante estructura documentando historia natural, ella siempre ha continuado de manera incansable su práctica de artista plástica.
Desde el 2008 Hyde ha producido una nueva serie expansiva de trabajo basada en imagines capturadas en sus viajes por el mundo. La luz y los elementos siempre brindan la carga emocional a estos acrílicos en lienzos de gran formato. Su mezcla sardónica contemporánea de imágenes eclécticas abarcan todo desde la escultura clásica hasta la vida callejera urbana en un matiz de visión poética que transforma lo mundano en mágico. 
Como en las esculturas griegas a las cuales ella se refiere de manera insistente, las personas se suspenden en un momento de despertar, detenidos en aire o agua en el flujo fuera de balance únicamente revelado por la visión moderna. Una pista de lo siniestro con frecuencia invade en el momento de éxtasis, añadiendo una siniestra resaca de la imagen conmemorativa.

## Trabajo y Experiencia

### La Vida De Trabajo
1979-2000 trabajó para los servicios de parques en Costa Rica, Nicaragua, Panamá, y Belice (WWF), Guatemala (IUCN), El Salvador (USAID), el Brasil y México (instituto de Smithsoniano), Guyana (International) de la protección Cabo Verde y España. Su trabajo de ilustración ha aparecido en publicaciones por todo el mundo, particularmente para la National Geographic Society, Rainforest Alliance and Scholastic Publishers.
1997-2001 trabajó como artista residente en el parque nacional de los Abruzos en Italia.

### Exposiciones Grupales
- Roma 2000
- Galería Alpha House, Inglaterra. 1999
- Museo Juan Santa María, Costa Rica 1994
- Museo de Arte Costarricense 1993
- Galería Jacobo Carpio, Costa Rica 1992
- Museo Nacional, San José 1988
- Parque Nacional Masaya, Nicaragua 1988

#### Exposiciones Individuales
- Canning House, Londres 2008
- Teatro Nacional Costa Rica 1982, 2008
- Museo Nacional Costa Rica 1989,2004
- British Institute San José 1987,1990 1996

#### Colecciones Privadas
- Duque de Edimburgo
- Margarita Penón, Costa Rica
- David Carr, Gainesville, EE. UU.
- Gerald Leiberman, Nueva York, los EE. UU.
- Lyle Prescott, Nueva York, los EE. UU.
- Dr. D Janzen, Universidad de Pensilvania EE. UU.
- Dr. Gordon Frankie, Universidad de California Berkeley EE. UU.
- Dr. John Fa, Universidad de México
- Gideon Van Melle, Róterdam, Holanda
- Fernando Gallese, Lima Perú
- Dr. Barreta, Sao Paulo, Brasil
- William Anson, Australia
- Emanuela Garoti, Toscana Italia
- Sandro Brat, Milán Italia
- Davis Duddenhoffer, Lima Perú
- Brent y Jimena Beckley, Salt Lake City, EE. UU.
- Dr. Franco Tassi, Roma y Toscana, Italia
- Dr. Sally Weale, Londres
- Chris Willie y Dianne Jukowsky, Oregón, EE. UU.
- Dr. Stephan Harding, Devon, Reino Unido
- John y Hilda Denham, Londres
- Alexander Kennedy, Bogotá, Colombia
- Mauricio Mndiola y Laura Gurdian, Costa Rica
- Georgina Butler, Londres, Reino Unido
- John y Naomi Froy, Londres, Reino Unido
- Colette Dueso, París, Francia
- Jeffrey y Lauren Rothstien, Costa Rica
- Dr. Manuel Madrid, Venecia y España
- Anthony Cicalese, Costa Rica

#### Colecciones públicas permanentes
- Ayuntamiento de Alcalá de Henares, España
- Museo Pizarro, Trujillo, España
- Centro Parchi, Roma, Italia
- Varias colecciones en los Abruzzos, Italia
- Universidad de Camerino, Italia
- Gerald Gurrell, Zoo de Jersey, Reino Unido
- UNAM, México
- Canning House, Londres
- Fundación Neotrópica, Costa Rica
- Fundación Amigo de las Isla del Coco, Costa Rica
- Museo Calderón Guardia, San José, Costa Rica
- National Geographic Society, Washington D. C., EE. UU.
- Schmacher College, Dartington Trust, Reino Unido
- Dorset Center for Rural Crafts, Reino Unido
- Biomuseo de Frank Gehry, Panamá

- Datos: Q5252574